# Kipciînți, Polonne
Kipciînți (în ucraineană Кіпчинці) este un sat în comuna Brajînți din raionul Polonne, regiunea Hmelnîțkîi, Ucraina.

## Demografie
Componența lingvistică a localității Kipciînți
     Ucraineană (100%)
Conform recensământului din 2001, toată populația localității Kipciînți era vorbitoare de ucraineană (100%).